# 奥村政佳
奥村 政佳（おくむら まさよし、1978年（昭和53年）3月30日 - ）は、日本の政治家、ミュージシャン。元参議院議員（1期）。ア・カペラボーカルグループRAG FAIRの元メンバーで、パートはボイスパーカッション。血液型AB型。気象予報士、防災士、保育士、幼稚園教諭免許状、日本赤十字社の幼児安全法支援員、科学技術コミュニケーターの資格を持つ。愛称は「おっくん」。趣味はカメラ。

## 経歴
1978年生まれ、2歳まで大阪府大阪市で過ごし、寝屋川市で育った。
1995年、大阪教育大学附属高等学校天王寺校舎在学中に、当時最年少で気象予報士資格を取得。筑波大学第一学群自然学類卒業。TAKE6に影響を受け、大学時代は筑波大学アカペラサークルDoo-Wopに所属、サークル代表を務めた。関東の大学との交流がきっかけで、早稲田大学のアカペラサークルSCS（ストリート・コーナー・シンフォニー）、埼玉大学のアカペラサークル、チョコレッツにゲストとして加入。結成して間もないRAG FAIRにもボイスパーカッショニストとして参加する一方、1998年には東京大学駒場キャンパスで行われた「アカペラメジャーズ」の実行委員長、1999年には、第1回JAM（Japan A cappella Movement）の総指揮をとるなど、学生交流イベントの立ち上げなども奔走した。
2001年にはフジテレビ「力の限りゴーゴゴー！」内の「ハモりっち選手権（現在のハモネプリーグ）」に出演。初回の放送から出演すると共に、12月に行われた「全国ハモネプリーグ2」では「レプリカ」を率い優勝。日本におけるアカペラブームのけん引役を果たした。
さらには、HIKAKINやDaichiがパフォーマンスを始めるきっかけとなり、現在も多くのアーティストに影響を与えるなど、HBBやボイスパーカッションを日本に広める立役者ともなった。
2001年12月19日、RAGFAIRのメンバーとしてメジャーデビュー。2002年には週間シングルオリコン1、2位独占や、第53回NHK紅白歌合戦への出場、2005年にはコンテンポラリーアカペラグループとして初の日本武道館ライブなどを果たす。
詳細は「RAGFAIR」を参照
個人の活動として、同日メジャーデビューしたINSPiの北剛彦とは、2002年10月-2003年6月、文化放送で深夜放送「LIPS PARTY 21.jp」の水曜日（「RAG FAIRおっくんとINSPiきたくんのLIPS PARTY 21.jp」）を担当していた。
ジャズピアニストの松永貴志との共演も多く、2007年3月にブルーノート名古屋にて二人での初ライブ、2008年11月に"So Cool"というユニットを結成し、その後も定期的にライブ活動を行っている。その他にもスターダストレビュー、佐藤竹善、平原まことなどのライブにもゲストとして参加している。
オリコンブログにておっくんの「面白きこと…だらけ!」を開設。後に、自分が作詞した曲にあわせ「おっくんのHAPPY☆LUCKYの見つけかた」にブログタイトルを変更。2歳差の弟と9歳差の妹がいる。弟の奥村政朋はプロダクトデザイナー。2006年度に「リールリードライトスター」、2010年度には「リールリードハンディ」(PETIO)で、グッドデザイン賞を受賞。妹は2009年の今宮戎神社の福娘に選ばれた。
Old Fashioned Love Song のPV監督を勤め、CDジャケットにも彼が撮影した写真が使われている。ハモネプでは「レプリカ」の一員としても出演していた。「レプリカ」という名前は、「RAG FAIRの複製品（＝レプリカ）」と言う意味。KAT-TUNの中丸雄一とは過去にHBB（ヒューマンビートボックス）を教えていた。 愛車のジープ(セバスチャン号)はHANAのPVでも活躍している。週刊アスキーのコーナー「なんでも使用レポート パソコンが好きだ!!」にて、レポートが不定期で掲載された。2007年6月9日、東海地方の地域情報生番組「サタデー生ワイド そらナビ」（毎週土曜16:30 - 17:30、CBC）に、気象予報士として生ゲスト出演した。気象予報士の試験勉強や合格後の生活について語ったほか、合格した当時のニュース映像も紹介された。番組のメイン気象予報士である森田正光の天気解説手法や、東海地方の翌日の天気予測・梅雨入り時期の予測に対してもコメントした。LOHAS SUNDAYに出演してゲリラ豪雨の解説をしたり、SOTOKOTOなど雑誌にて環境授業に取り組む。2009年4月より、そらナビが「えなりかずき!そらナビ」として全国ネット化。レギュラーの気象予報士として、ほぼ隔週のペースで出演した（もう一人は根本美緒で、奥村と根本がほぼ交代で出演）。ポジションはボイスパーカッション（ボーカルパーカッションとも呼ばれる）ではあるが、ほかにも「鳥のさえずり」や「花火」なども行っている。ウェザーニューズが主催した「ソラトモパーティ2009」に1個人として参加していた。司会のバシがインタビューし、その様子はSOLiVE24でライブ配信され、同社の315円有料会員であると述べる。2016年、有名気象予報士がその精度を競った「お天気ダービー開催　No1気象予報士は誰だ？」（ウェザーニューズ主催）では上位に入賞を果たした。
大阪在住時の阪神・淡路大震災の経験や高校の修学旅行中に北海道東方沖地震を経験したことから災害ボランティア活動にも熱心で、2004年の新潟県中越地震でのボランティア活動や2011年1月に放送された静岡放送（SBS）防災特番“東海地震　緊迫のシナリオ〜Xデーにどう備える？〜”への出演など、防災に関する啓蒙活動も行っている。2011年6月には防災士資格も取得。東日本大震災でも、震災直後には陸前高田において救援物資の運搬、慰問の演奏活動を行い、なお2013年9月現在も、石巻市・牡鹿半島を中心に継続的に支援活動を行っている。2012年5月のつくば竜巻被害や平成23年台風第12号での那智勝浦町では、発災直後のボランティア・コーディネーターとしても活動した。
2012年5月、公式ブログにて北海道大学高等教育推進機構 高等教育研究部 科学技術コミュニケーション教育研究部門に入学したことを発表。2013年3月に科学技術コミュニケーター養成プログラム選科の課程を修了した。
2011年、保育士資格を取得したことを発表。ライブやネットラジオで、2015年3月現在、現役の保育士として担任をもち、また、主任保育士として勤務していることを話している。
2015年2月に横浜国立大学大学院（教育学研究科）に合格、教育実践専攻教育デザインコースの理科専門領域に所属し、4月から幼児教育の研究にあたることをFacebookページで発表した。
2016年7月11日、一般女性と結婚。
2017年、ウェザーニューズ社とWEBアプリ「SORAKIDSα」を開発し、また日本気象学会より2017年度の奨励賞を授与されることが発表された。
また、同年気象予報士として、「こんなところにあるあるが。土曜・あるある晩餐会」や「テンション上がる会?〜地球のことで熱くなれ!〜」でゲスト出演・解説を担当した。
2018年、北海道大学CoSTEPで講義を担当。ヤフー防災模試「全国統一防災模試 台風・豪雨編」でも解説を担当した。
その他、気象予報士・防災士として各地で防災講演を行なっている。
2021年10月より、横浜国立大学 総合学術高等研究院 台風科学技術研究センターのセンター長補佐/活動支援チームリーダーを務める。IMS客員研究員。

### 政治活動
2011年、日本政策学校に第一期生として入学。復興支援政策提言チームのリーダーを務めた。
2019年4月22日、政治家を目指すため同日付でRAG FAIRを脱退したことを発表した。翌23日に会見を開き、立憲民主党から同年夏の第25回参議院議員通常選挙に比例区から出馬することを報告した。7月21日の投開票の結果、32,024票を獲得し立憲民主党では10位の得票数であったが、同党の当選者数が8人であったことから次々点での落選となった。
2024年4月、現職参議院議員の須藤元気が同年4月28日執行の東京15区衆議院議員補欠選挙への出馬に伴い自動失職し、旧立憲民主党の比例名簿で次点であった市井紗耶香が4月26日付で繰り上げ当選したものの即日辞職したことに伴い、次々点の奥村が繰り上げ当選する見通しになったと報じられた。2024年5月10日に開催された中央選挙管理会の選挙会において繰上補充が決定し、5月13日に当選人の告示、当選証書の付与が行われ、正式に参議院議員に就任することになった。
2025年2月12日、立憲民主党は奥村を同年夏の第27回参議院議員通常選挙の東京都選挙区の公認候補に内定したと発表した。立憲民主党は東京都選挙区に塩村文夏と奥村の2人を擁立したが、7月20日の投開票の結果、塩村が517,885票を獲得して7位で当選（2022年参院選当選の蓮舫の議員辞職に伴う欠員補充で、任期は3年）したのに対し、奥村は368,067票の9位で落選した。

## 選挙歴
| 当落 | 選挙                     | 執行日         | 年齢 | 選挙区       | 政党         | 得票数     | 得票率 | 定数 | 得票順位 /候補者数 | 政党内比例順位 /政党当選者数 |
| ---- | ------------------------ | -------------- | ---- | ------------ | ------------ | ---------- | ------ | ---- | ------------------ | ---------------------------- |
| 繰当 | 第25回参議院議員通常選挙 | 2019年07月21日 | 41   | 参議院比例区 | 旧立憲民主党 | 3万2024票  | ーー   | 50   | 10/22              | /8                           |
| 落   | 第27回参議院議員通常選挙 | 2025年07月20日 | 47   | 東京都選挙区 | 立憲民主党   | 36万8067票 | 5.29%  | 6    | 9/32               | /                            |